# Belaganahalli, Heggadadevankote
Belaganahalli là một làng thuộc tehsil Heggadadevankote, huyện Mysore, bang Karnataka, Ấn Độ.